# Irene af Grækenland (1904-1974)
Prinsesse Irene af Grækenland og Danmark (græsk: Πριγκίπισσα Ειρήνη της Ελλάδας και Δανίας) (født 13. februar 1904, død 15. april 1974), var en græsk prinsesse, der var hertuginde af Aosta og titulær dronning af Kroatien fra 1941 til 1943.

## Forældre
Prinsesse Irene blev født den 13. februar 1904 i Grækenlands hovedstad Athen som det femte barn og den anden datter af Konstantin 1. af Grækenland og Sophie af Preussen.

## Ægteskab og barn
I 1927 blev hun forlovet med sin halvfætter Prins Christian af Schaumburg-Lippe, søn af Prins Frederik af Schaumburg-Lippe og Prinsesse Louise af Danmark. Ægteskabsplanerne blev dog aldrig til noget, og Prins Christian giftede sig senere med sin kusine Prinsesse Feodora af Danmark.
I 1939 giftede prinsesse Irene sig med den italienske prins Aimone af Savoyen-Aosta. Han blev senere den fjerde hertug af Aosta. I en kort periode var hendes mand titulær konge af Kroatien (Tomislav 2. af Kroatien). Deres eneste barn var sønnen prins Amedeo, der blev født i 1943. Han blev senere den femte titulære hertug af Aosta efter sin fars død i 1948.